# Tysklands Grand Prix 1976
Tysklands Grand Prix 1976 var det tionde av 16 lopp ingående i formel 1-VM 1976.  

## Rapport
RAM hade ett avtal med Rolf Stommelen och Lella Lombardi att de skulle delta med varsin Brabham-Cosworth. Bilarna beslagtogs emellertid under träningen respektive kvalificeringen av den lokala polisen på grund av att en av stallets övriga förare, Loris Kessel, hade startat en juridisk process mot RAM. Lombardi kvalificerade sig således inte till loppet medan Stommelen istället fick starta för Brabham i deras reservbil.
Eftersom det regnade strax före loppet hade samtliga förare, utom Jochen Mass i McLaren, valt att använda regndäck. James Hunt i McLaren startade från pole position, Niki Lauda i Ferrari från den andra rutan, Patrick Depailler i Tyrrell från den tredje och Clay Regazzoni i Ferrari från den femte startrutan. Den fjärde rutan var tom efter att Hans-Joachim Stuck i March fått kopplingsproblem och knuffats undan strax före starten.
Både Hunt och Lauda kom iväg sent i starten. Regazzoni var däremot snabb och tog ledningen med Hunt på andra plats och Mass, som startat från den nionde rutan, på tredje plats. Regazzoni snurrade emellertid och föll tillbaka till fjärde plats. Efter första varvet gick flertalet förare in i depå för att byta till torrdäck. Mass låg nu tvåa och efter ytterligare ett varv på första plats, före Gunnar Nilsson i Lotus och Hunt.
Lauda förlorade kontrollen över sin Ferrari vid Bergwerk där han snurrade av banan och åkte genom ett skyddsstaket och in i en jordvall. Laudas bil, som fattat eld, studsade tillbaka in på banan och hindrade där de efterföljande bilarna. Guy Edwards i Hesketh lyckades väja, men både Harald Ertl i Hesketh och Brett Lunger i Surtees körde på Laudas bil. De tre nämnda förarna stoppade och räddade Lauda ur lågorna. Även Arturo Merzario i Wolf stannade och hjälpte till.
Lauda fördes till sjukhuset i Adenau, där man konstaterade att han hade fått allvarliga brännskador och flögs därför vidare till Universitetssjukhuset i Mannheim, där han kämpade för sitt liv under några dagar.
Loppet, som hade stoppats efter olyckan, startades om, dock utan Chris Amon i Ensign, som ansåg sig ha fått nog och vägrade ställa upp. Regnet hade upphört och James Hunt tog nu ledningen före Clay Regazzoni, Jody Scheckter i Tyrrell, Patrick Depailler och Carlos Pace i Brabham. Ronnie Peterson förlorade kontrollen över sin March-Ford och kraschade våldsamt. Regazzoni snurrade igen, vilket medförade att Depailler körde av banan när han försökte undvika en kollision. Pace körde sedan om Scheckter och låg tvåa efter det första varvet. På det andra varvet körde Scheckter om Pace som sedan tappade ytterligare en placering och Vittorio Brambilla, som låg sexa, fick bromsproblem och kraschade sin March-Ford. Jochen Mass avancerade successivt uppåt i fältet och när Regazzoni på tolfte varvet återigen snurrade, intog Mass den tredje platsen.

## Resultat
1. James Hunt, McLaren-Ford, 9 poäng
2. Jody Scheckter, Tyrrell-Ford, 6
3. Jochen Mass, McLaren-Ford, 4
4. Carlos Pace, Brabham-Alfa Romeo, 3
5. Gunnar Nilsson, Lotus-Ford, 2
6. Rolf Stommelen, Brabham-Alfa Romeo, 1
7. John Watson, Penske-Ford
8. Tom Pryce, Shadow-Ford
9. Clay Regazzoni, Ferrari
10. Alan Jones, Surtees-Ford
11. Jean-Pierre Jarier, Shadow-Ford
12. Mario Andretti, Lotus-Ford
13. Emerson Fittipaldi, Fittipaldi-Ford
14. Alessandro Pesenti-Rossi, Scuderia Gulf Rondini (Tyrrell-Ford)
15. Guy Edwards, Hesketh-Ford

### Förare som bröt loppet
- Arturo Merzario, Wolf-Williams-Ford (varv 3, bromsar)
- Vittorio Brambilla, March-Ford (1, olycka)
- Niki Lauda, Ferrari (0, olycka)
- Patrick Depailler, Tyrrell-Ford (0, olycka)
- Hans-Joachim Stuck, March-Ford (0, koppling)
- Jacques Laffite, Ligier-Matra (0, växellåda)
- Carlos Reutemann, Brabham-Alfa Romeo (0, bränslesystem)
- Ronnie Peterson, March-Ford (0, olycka)
- Chris Amon, Ensign-Ford (0, drog sig tillbaka)
- Harald Ertl, Hesketh-Ford (0, olycka)
- Brett Lunger, Surtees-Ford (0, olycka)

### Förare som ej startade
- Rolf Stommelen, RAM (Brabham-Ford) (Bilen beslagtagen av polisen)

### Förare som ej kvalificerade sig
- Lella Lombardi, RAM (Brabham-Ford) (Bilen beslagtagen av polisen)
- Henri Pescarolo, BS Fabrications (Surtees-Ford)